# Mirjalol Qosimov
Mirjalol Qosimov (Tashkent, 19 settembre 1970) è un allenatore di calcio ed ex calciatore uzbeko, di ruolo centrocampista, tecnico dell'AGMK Olmaliq.

## Carriera

### Club
Ha giocato nella massima serie del campionato sovietico, russo, uzbeko ed emiratino.

### Nazionale
Con la maglia della nazionale uzbeka, con cui ha esordito nel 1992, ha giocato 67 partite fino al 2005. Con 30 reti è il miglior marcatore di tale selezione.

## Palmarès

### Giocatore

#### Competizioni nazionali
- Campionato uzbeko: 2

Paxtakor: 2002-2003
- Coppa dell'Uzbekistan: 2

Paxtakor: 2002, 2003

### Allenatore

#### Competizioni nazionali
- Campionato uzbeko: 4

Bunyodkor: 2008, 2010, 2011, 2013
- Coppa dell'Uzbekistan: 4

Bunyodkor: 2008, 2010, 2012, 2013
- Supercoppa dell'Uzbekistan: 1

Bunyodkor: 2013